# Mathilde Panot
Mathilde Panot (Tours, 15 gennaio 1989) è una politica francese, deputata della Repubblica francese della 10ª circoscrizione del dipartimento Val-de-Marne dal 21 giugno 2017 per il movimento La France Insoumise. Dall'ottobre 2021 ne è anche la capogruppo all'Assemblea nazionale.